# John Howard
 Der er flere personer med dette navn, se John Howard (officer).
John Winston Howard (født 26. juli 1939) er en australsk politiker, der i perioden 1996 til 2007 var premierminister i Australien.
Han blev valgt som premierminister den 11. marts 1996. Han var forinden blevet valgt som leder af det liberale parti i januar 1995, et parti, som han også var leder af i perioden 1985 til 1989.
Han har bakket stærkt op om USA's krig mod Irak.
John Howard blev efterfulgt som premierminister af Kevin Rudd i december 2007.
Howard er uddannet advokat.